# South Gull Lake
South Gull Lake es un lugar designado por el censo ubicado en el condado de Kalamazoo en el estado estadounidense de Míchigan. En el Censo de 2010 tenía una población de 1182 habitantes y una densidad poblacional de 144,97 personas por km².

## Geografía
South Gull Lake se encuentra ubicado en las coordenadas 42°23′11″N 85°24′23″O / 42.38639, -85.40639. Según la Oficina del Censo de los Estados Unidos, South Gull Lake tiene una superficie total de 8.15 km², de la cual 3.5 km² corresponden a tierra firme y (57.08%) 4.65 km² es agua.

## Demografía
Según el censo de 2010, había 1182 personas residiendo en South Gull Lake. La densidad de población era de 144,97 hab./km². De los 1182 habitantes, South Gull Lake estaba compuesto por el 97.21% blancos, el 0.42% eran afroamericanos, el 0.17% eran amerindios, el 1.35% eran asiáticos, el 0% eran isleños del Pacífico, el 0% eran de otras razas y el 0.85% pertenecían a dos o más razas. Del total de la población el 0.93% eran hispanos o latinos de cualquier raza.